# Буда-Голубієвичі
Буда-Голубієвичі (раніше — Буда-Голубієвицька) — село в Україні, у Народицькій селищній територіальній громаді Коростенського району Житомирської області. Кількість населення становить 27 осіб (2001). У 1923—54 роках — адміністративний центр колишньої однойменної сільської ради.

## Населення
В кінці 19 століття кількість населення становила 302 особи, дворів — 50, у 1906 році — 218 жителів, дворів — 38, на 1923 рік — 92 двори та 590 мешканців.
Станом на 1 жовтня 1941 року в селі налічувалося 69 дворів та 276 мешканців, в тому числі: чоловіків — 125 та жінок — 151.
Відповідно до результатів перепису населення СРСР, кількість населення, станом на 12 січня 1989 року, становила 94 особи. Станом на 5 грудня 2001 року, відповідно до перепису населення України, кількість мешканців села становила 27 осіб.

## Історія
В кінці 19 століття — село Базарської волості Овруцького повіту Волинської губернії, за 62 версти від Овруча. Належало до православної парафії у Голубієвичах, за 3 версти.
У 1906 році — сільце Буда-Голубієвицька Базарської волості (1-го стану) Овруцького повіту Волинської губернії. Відстань до повітового центру, м. Овруч, становила 56 верст, до волосного центру, містечка Базар — 13 верст. Найближче поштово-телеграфне відділення розташовувалося в Овручі.
У 1923 році — сільце Буда-Голубієвицька; увійшло до складу новоствореної Буд-Голубієвицької сільської ради, котра, 7 березня 1923 року, включена до складу новоутвореного Базарського району Коростенської округи; адміністративний центр ради. Відстань до районного центру, міст. Базар, становила 15 верст.
За довідником адміністративно-територіального устрою Української РСР 1946 року — село Буда-Голубієвичі. 11 серпня 1954 року, відповідно до указу Президії Верховної ради Української РСР «Про укрупнення сільських рад по Житомирській області», Будо-Голубієвицьку сільську раду ліквідовано, село передане до складу Голубієвицької сільської ради Базарського району Житомирської області. 21 січня 1959 року, в складі сільської ради, передане до Народицького району, 30 грудня 1962 року — до складу Овруцького району, 7 січня 1963 року — Малинського району, 8 грудня 1966 року повернуте до складу відновленого Народицького району Житомирської області.
12 серпня 1974 року, відповідно до рішення Житомирського облвиконкому № 342 «Про зміни в адміністративно-територіальному поділі окремих районів області в зв'язку з укрупненням колгоспів», село передане до складу Гуто-Мар'ятинської сільської ради Народицького району. 15 січня 1982 року, відповідно до рішення Житомирського ОВК № 19 «Про зміни адміністративно-територіального поділу Народицького району», село підпорядковане Голубієвицькій сільській раді. 25 квітня 2005 року, відповідно до рішення Житомирської обласної ради «Про зміни адміністративно-територіальні зміни в Народицькому районі», внаслідок ліквідації Голубієвицької сільської ради, село передане до складу Межиліської сільської ради Народицького району.
6 серпня 2015 року включене до складу новоствореної Народицької селищної територіальної громади Народицького району Житомирської області. Від 19 липня 2020 року, разом з громадою, в складі новоутвореного Коростенського району Житомирської області.